# James Morrison (cantante)
James Morrison Catchpole (Rugby, 13 agosto 1984) è un cantautore e chitarrista britannico.
Ha venduto circa 5 milioni di dischi in tutto il mondo. Il suo stile musicale è stato influenzato in giovane età, grazie all'ascolto di artisti come Stevie Wonder, Otis Redding, Van Morrison e Al Green.

## Biografia
James è nato nella città di Rugby nello Warwickshire, dove fu circondato dall'influenza musicale dei suoi genitori, sua madre era una fan del soul, mentre suo padre era appassionato di musica folk e country. Ha iniziato a suonare la chitarra quando suo zio Joe gli insegnò a suonare una blues riff. Da adolescente ha iniziato a suonare per strada quando viveva nel villaggio di Porth, in Cornovaglia, in un pub locale chiamato Phoenix. Dopo alcuni anni di pratica suonando altre canzoni, finalmente ha iniziato a scriverne delle sue. Egli attribuisce il tono della sua voce inconfondibile ad un grave attacco di pertosse (convulsa) che lo ha quasi ucciso, quando era un bambino.
Morrison ha alluso a un'infanzia infelice colpita da malattia e povertà; della sua città natale ha detto "il migliore ricordo che ho è di essere stato un bambino lì e il peggiore ricordo è di essere stato un bambino lì". A sole poche settimane di vita, James contrasse la pertosse contagiato dalla sorella Hayley e gli fu dato un 30% di probabilità di sopravvivenza da parte dei medici che ritenevano inoltre che, qualora fosse sopravvissuto, avrebbe riportato gravi danni cerebrali. Lo stesso James, in qualche intervista, ha dichiarato sorridente "No, non sono ritardato. A volte quando mi viene detto o chiesto qualcosa devo pensarci un attimo prima di arrivare alla risposta, ma no, non sono ritardato". Ha anche dichiarato che, durante la malattia, "diventavo di un colore bluastro e smettevo di respirare, e i dottori mi riportarono in vita ben quattro volte". Dopo l'esperienza, i suoi genitori divorziarono quando aveva quattro anni. Da bambino soffriva di scarsa autostima soprattutto perché a scuola veniva da tutti preso in giro perché preferiva la musica allo sport. Ammette di aver conquistato fiducia in se stesso quando si trasferì in Cornovaglia, da adolescente, dove la gente era più aperta alle sue inclinazioni musicali. Morrison ha detto che la prima volta ha sentito la voce di Stevie Wonder stava per piangere, e da allora è rimasto affascinato dal modo in cui utilizza la sua voce.
Dopo aver passato anni a suonare per locali, la sua grande occasione arrivò quando aveva 21 anni e incontrò Kev Andrews, che produsse con lui il suo primo demo.

## Carriera

### Undiscovered(2006 - 2007)
Ha raggiunto il successo mondiale con il singolo di debutto You Give Me Something, che ha raggiunto il secondo posto delle classifiche in Olanda e il quinto posto nel Regno Unito. Ha pubblicato il suo album di debutto Undiscovered il 31 luglio 2006. L'album ha ricevuto recensioni generalmente positive. L'album ha venduto oltre 1 milione di copie in tutto il mondo entro la fine del 2006, rendendo James il miglior artista solista maschile di vendita del 2006 nel Regno Unito.
Il secondo singolo è Wonderful World, che ha fatto irruzione nella top ten nel Regno Unito piazzandosi all'ottavo posto. La canzone è andata altrettanto bene nei Paesi Bassi. Il 18 dicembre 2006, James Morrison ha pubblicato il suo terzo singolo, The Pieces Don't Fit Anymore. Esso ha raggiunto la trentesima posizione nel Regno Unito. Il quarto singolo estratto era il titolo del album Undiscovered, che è stato pubblicato il 13 marzo 2007. Undiscovered raggiunse la sessantatreesima posizione. La canzone è andata meglio nei Paesi Bassi, dove raggiunse la trentesima posizione.
Nel 2007, James è stato nominato per 3 Brit Award e ha vinto il Best British Male Solo Artist. (Altre candidature sono state per il Best British Breakthrough Act, Best British Single Shortlist.). Il 4 aprile 2007, gli fu conferito il titolo di un artista AOL Breaker, ad un concorso in cui è stato votato dal pubblico britannico.
Al concerto per Lady Diana il 1º luglio 2007, ha eseguito i brani Wonderful World e You Give Me Something, in onore della principessa Diana. Il suo quinto singolo estratto nel Regno Unito, è stato One Last Chance che è stato pubblicato il 2 luglio 2007 come download. Il video è andato in onda sui canali musicali The Hits, The Box e Smash Hits. Il video è stato girato in Canada nel mese di aprile 2007. Il 29 novembre 2007, si è esibito al Kuala Lumpur Convention Center per l'Acoustic Live & Loud KL '07, un festival musicale in Malesia. James si è esibito al fianco di Rick Price e Dayang Nurfaizah.

### Songs for You, Truths for Me(2008 - 2010)
Morrison ha collaborato con Jason Mraz alla traccia Details in the Fabric del suo nuovo album in studio, We Sing. We Dance. We Steal Things., pubblicato il 13 maggio 2008.
Il 29 settembre 2008 è stato pubblicato il nuovo album in studio di James Morrison, Songs for You, Truths for Me. Per la produzione di questo album, Morrison, ha collaborato con Ryan Tedder, Martin Terefe, Martin Brammer, Chris Braide e Steve Robson.
L'album contiene inoltre un duetto con la cantante Nelly Furtado intitolato Broken Strings.
Nel 2010 James ha scritto due canzoni per il cantante Marco Carta, Quello che dai, che ha debuttato nella classifica ufficiale al primo posto, e "Dare per amare", che invece non è stata scelta come singolo ma è comunque contenuta nello stesso album.

### The Awakening(2011 - 2012)
Il 26 settembre 2011 è uscito il terzo album in studio d'inediti: The Awakening, anticipato dal singolo I Won't Let You Go, rimasto per molto tempo nella top 10 italiana, e dal singolo "Slave to the music", pubblicato come primo singolo esclusivamente in Francia (dove I won't let you go è stato poi il secondo singolo), e il cui video è stato in un primo momento accessibile solo in tale Paese, per essere poi reso successivamente disponibile a livello mondiale sul canale ufficiale dell'artista. L'album viene promosso dal cantautore inglese anche in Italia nel corso del 2012, in una prima data milanese a marzo, seguita nella seconda parte del tour, quella estiva, da altre due date a Roma e Palermo. Nel frattempo, vengono pubblicati gli altri due singoli tratti dall'album, Up, in collaborazione con la popstar inglese Jessie J, e One Life. Per entrambi vengono girati dei video musicali. L'ultimo singolo estratto da The Awakening è Beautiful Life, pubblicato però solo in Olanda.
L'album è caratterizzato, rispetto ai precedenti, da un sound e testi più maturi, dal momento che lo stesso cantautore affermò di volersi distaccare dall'immagine di "bravo ragazzo che suona canzoni d'amore" che riteneva gli fosse ormai attribuita. James cominciò a scriverlo dopo un evento per lui molto triste, ossia la morte del padre che aveva avuto, sin dall'infanzia del piccolo James, problemi con l'alcolismo. Morrison riferisce nei testi di The Awakening, album ricco di canzoni al padre dedicate, di quanto il suo rapporto con questi fosse da sempre stato difficile, per le difficoltà di comunicazione tra i due e per il fatto che i suoi genitori si fossero separati. La stessa canzone Up, pubblicata come singolo nell'ottobre 2011, parla proprio di questo, nonostante il testo si presti a interpretazioni diverse tra loro. Il singolo I won't let you go si distingue all'interno dell'album per il fatto di essere forse l'unica canzone d'amore intesa come tale, dal momento che tutte le altre fanno dell'introspezione e del ricordo del padre il loro tema principale. Nel 2012 pubblica l'ultimo suo singolo del terzo album intitolato One Life.

### Higher Than HereeYou're Stronger Than You Know(2015 - presente)
Dopo quattro anni di pausa, il 30 ottobre 2015 James Morrison ha pubblicato il suo quarto album intitolato Higher Than Here, anticipato dal singolo intitolato Demons pubblicato il 4 settembre 2015. Mentre il secondo singolo dell'album intitolato Stay Like This è stato pubblicato il 27 ottobre 2015.
Nel marzo 2019 pubblica l'album You're Stronger Than You Know

## Vita privata
Nel 2006 James Morrison ha sposato Gill Catchpole, da cui ha avuto due figlie: Elsie (nata nel 2009) e Ada Rose (2020). La donna è deceduta il 5 gennaio 2024.
Nel 2012 è stato sponsor del Lewis Mighty cancer fund, un fondo istituito per sostenere le cure di un bambino di Mackworth (Derby) affetto da tumore; nel 2022 il cantante si è esibito al Tavistock festival per raccogliere fondi a favore della campagna del Royal Cornwall Hospital.

## Discografia

### Album in studio
- 2006 – Undiscovered
- 2008 – Songs for You, Truths for Me
- 2011 – The Awakening
- 2015 – Higher Than Here
- 2019 – You're Stronger Than You Know

## Riconoscimenti
BRIT Awards
- 2007 - Miglior cantante maschile britannico
- 2007 - Candidatura alla miglior canzone britannica per You Give Me Something
- 2007 - Candidatura come miglior rivelazione britannica